# PGC 2191033
LEDA/PGC 2191033 ist eine Radiogalaxie im Sternbild
Andromeda am Nordsternhimmel. Sie ist schätzungsweise 1,2 Milliarden Lichtjahre von der Milchstraße entfernt und hat einen Durchmesser von etwa 215.000 Lichtjahren. Vom Sonnensystem aus entfernt sich das Objekt mit einer errechneten Radialgeschwindigkeit von näherungsweise 27.400 Kilometern pro Sekunde.

## Galaktisches Umfeld
| Nr. | Galaxie          | Alternativname          | Rek           | Dek           | Distanz/asec |
| --- | ---------------- | ----------------------- | ------------- | ------------- | ------------ |
| →   | LEDA/PGC 2191033 | 2MASX J02365602+4201236 | 02h36m56.03s  | +42d01m23.7s  | 0            |
| 1   | LEDA/PGC 2189544 | 2MASX J02365586+4156296 | 02h36m55.85s  | +41d56m29.6s  | 293.01       |
| 2   | LEDA/PGC 2190277 | 2MASX J02375217+4158531 | 02h37m52.18s  | +41d58m53.0s  | 643.07       |
| 3   | LEDA/PGC 2187665 | 2MASX J02364422+4150053 | 02h36m44.23s  | +41d50m05.5s  | 690.88       |
| 4   | LEDA/PGC 2189694 | 2MASX J02355140+4156577 | 02h35m51.415s | +41d56m58.00s | 768.30       |
| 5   | LEDA/PGC 2189079 | 2MASX J02380311+4154562 | 02h38m03.14s  | +41d54m56.4s  | 842.48       |
| 6   | LEDA/PGC 2189237 | 2MASX J02380311+4154562 | 02h38m03.14s  | +41d54m56.4s  | 902.29       |
| 7   | LEDA/PGC 2193419 | 2MASX J02354683+4209257 | 02h35m46.827s | +42d09m25.35s | 909.35       |
| 8   | LEDA/PGC 2195795 | 2MASX J02365903+4217006 | 02h36m59.03s  | +42d17m00.7s  | 938.59       |